# نقيل الصلاحف (جبلة)

تعديل مصدري - تعديل

نقيل الصلاحف محلة تابعة لقرية الصلاحف، التابعة لعزلة جبل رعوين بمديرية جبلة إحدى مديريات محافظة إب في الجمهورية اليمنية، بلغ تعداد سكانها 93 حسب تعداد اليمن لعام 2004.